# Präkeramisches Neolithikum B
Das Präkeramische Neolithikum B oder PPNB (für Pre-Pottery Neolithic B) wurde von Kathleen Kenyon auf Grund der Befunde von Jericho definiert. Es ist die jüngere Stufe des Akeramikums und folgt auf das Präkeramische Neolithikum A (PPNA) der Levante. Das PPNB bezeichnet eine Epoche, in der bereits sesshafter Ackerbau und Viehhaltung betrieben wurden, keramische Gefäße dagegen in der Region unbekannt waren. Aus Ton und anderen Materialien wurden kleine Tier- und Menschenfiguren hergestellt (Cafer Höyük, Mureybet). Gefäße wurden aus Gips oder gebranntem Kalk (Vaisselles Blanches oder White ware) angefertigt. Auch Steingefäße sind bekannt, teilweise in Tierform (Bouqras). Aus ʿAin Ghazal (Jordanien) sind menschliche Hohlfiguren bekannt, die aus einem kalkhaltigen Material angefertigt sind.
Das „PPNB“ ist die differenzierte zeitliche Zuordnung für einen Abschnitt des präkeramischen Neolithikums in einer bestimmten Region zu einer zeitlich zuordenbaren Epoche.

## Verbreitung
Das PPNB ist in Syrien, Israel, Palästina, Jordanien und Südost-Türkei verbreitet.

## Hausbau und Siedlungsweise
Die Häuser sind typischerweise mehrräumig und rechteckig, im Gegensatz zu den Rundhäusern der vorhergehenden Epoche. Gute Beispiele sind aus Çayönü (grill-plan houses) und Cafer Höyük bekannt. Zweigeschossige Häuser sind mehrfach nachgewiesen. Baumaterialien waren Natursteine und ungebrannte Lehmziegel. Als Bodenbeläge innerhalb der Häuser und auf Wegen zwischen ihnen wurden gebrannte Lehmsteine verwendet. Die Siedlungen dehnten sich erheblich weiter aus als in der Vorgängerkultur, mit Größen von bis zu 15 ha.
Die architektonischen Neuerungen sind zuerst in Siedlungen der Vorgängerkultur PPNA in Nordsyrien am Euphrat nachweisbar. Von dort dehnten sie sich nach Süden und Westen aus.

## Landwirtschaft
Nachdem für die Vorgängerkultur allenfalls Vorformen der Landwirtschaft mit Wildformen von Gerste, Emmer und Einkorn angenommen werden, erscheint für das PPNB eine planvolle, dauerhafte und vielfältigere Landwirtschaft als nachgewiesen. So sind neben Getreidearten auch Hülsenfrüchte nachgewiesen. Zudem treten Fruchtkörper auf, die größer als die der Wildpflanzen waren, was auf eine Zucht durch die Auswahl erwünschter Pflanzen hindeutet.
In der Kultur begann von etwa 8400 v. Chr. an auch die Domestizierung von Schaf und Ziege.

## Lithisches Inventar
Ein bidirektionaler Abbau kielförmiger Kerne ist typisch. An Geräten sind Kratzer, Pfeilspitzen, Sichelklingen, Bohrer und Beile (z. B. Nahal Lavan 109) bekannt. Für das PPNB spezifische Formen sind:
- Çayönü-Geräte, lange, lateralretuschierte Klingen mit deutlich verdicktem Proximalende von bisher unbekanntem Zweck
- Byblos-Spitzen, von denen man mehrere Entwicklungsstufen kennt
- Blattförmige Spitzen mit basaler Flächenretusche
- Spitzen mit gekappter Basis (truncated base points)
- Helwan-Spitzen

Als Rohmaterial wurde Feuerstein und anatolischer Obsidian verwendet. Anhand des Obsidians sind erstmals in der Menschheitsgeschichte Formen des Handels über größere Entfernungen nachweisbar. Möglicherweise stehen damit Funde von kleinen, sphärischen und pyramidischen Keramikobjekten in Verbindung. Sie werden als Zählmarken im Zusammenhang mit dem frühen Handel gedeutet.

## Bestattungen
Bekannt sind vor allem Siedlungsbestattungen. Grabbeigaben werden üblich, ebenso nehmen gegenüber dem PPNA Tierknochenfunde zu. Die Gesichter der Toten wurden teilweise aus Gips nachgebildet (Jericho, Nahal Hemar). Der Schädel wird häufig bearbeitet oder entnommen, zur Schau gestellt und anschließend gesondert bestattet.

## Chronologie
Das PPNB wird in das 8800 – 7000 v. Chr. datiert und entspricht den Stufen 3–4 des Maison de l’Orient. Die Datierung des Endes von PPNB hängt davon ab, ob man eine eigenständige Phase PPNC (7000 – 6400 v. Chr.) abtrennt, wie vielfach in Israel üblich, oder diese dem ausgehenden PPNB (PPNB final) zurechnet.
Als Auslöser für das Ende der Kultur wird eine Erschöpfung der natürlichen Ressourcen durch die sesshafte Lebensweise angenommen. Diese Theorie stützt sich vor allem auf Funde in ʿAin Ghazal. So lässt sich eine Verringerung der Gebäudequalität und -größe feststellen. So wurden ab etwa 7500 v. Chr. dünnere Bauhölzer verwendet, später Holz durch Stützwände aus Steinen ersetzt. Auch gebrannter Lehm wurde zunehmend weniger verbaut und die Gebäudegröße verringert. Auch lässt allgemein die Menge an gefundener Holzkohle nach. Zudem lässt in Funden über den Verlauf der Kultur hinweg auch die Vielfalt der tierischen Überreste nach. Dies deutet auf eine zunehmende Entwaldung durch Holznutzung und Beweidung hin.

## Verwandte Erscheinungen
Teilweise werden auch das zypriotische PPNB und die akeramischen Kulturen Zentralanatoliens (Cafer Höyük) dem PPNB zugerechnet.

## Wichtige Fundorte
- Jericho (Palästina)
- Bouqras (Syrien)
- ʿAin Ghazal (Jordanien)
- Nevalı Çori (Türkei)
- Mureybet (Syrien)
- Çayönü (Türkei)